# Lophocampa californica
Lophocampa californica är en fjärilsart som beskrevs av Walker 1865. Lophocampa californica ingår i släktet Lophocampa och familjen björnspinnare. Inga underarter finns listade i Catalogue of Life.